# اولوسگون اوباسانجو
اولوسگون اوباسانجو (انگلیسی: Olusegun Obasanjo, یوروبایی: Olúṣẹ́gun Ọbásanjọ́) (زاده ۵ مارس ۱۹۳۷) رئیس‌جمهور سابق کشور نیجریه است.

## زندگی
ابوا سانجو در سال ۱۹۳۷ متولد شد. وی که مسیحی است از سال ۱۹۹۹ تا ۲۰۰۷ رئیس‌جمهور نیجریه بود. قبل از وی عبدالسلام ابو بکر رئیس‌جمهور نیجریه بود. وی همچنین در سفری به ایران با علی خامنه‌ای دیدار داشت.